# Wahlern
Wahlern fue hasta el 31 de diciembre de 2010 una comuna suiza del cantón de Berna, situada en el distrito administrativo de Berna-Mittelland. Actualmente es parte de la comuna de Schwarzenburg.

## Historia
Algunos hallazgos han demostrado la presencia de una colonia romana de los siglos VII y VIII. Alrededor del año 1000 es fundado el pueblo de Schwarzenburg. La primera mención del lugar aparece en 1228 bajo el nombre de Walerro y bajo soberanía de la señoría de Grasburg. Tras la desaparición de la familia de Grasburg, la señoría pasa a manos de los saboyanos en el siglo XIV. En 1423 los saboyanos venden la señoría a las ciudades de Berna y Friburgo. A partir de ahí las dos ciudades se rotaban la soberanía durante un período de cinco años durante los cuales un baile bernés o friburguense se instalaba en el castillo.
De 1528 a 1536 Berna introduce y propaga la reforma Protestante. Las familias conservadoras tuvieron que migrar del otro lado del Sense en tierras católicas. En 1611 la peste aniquila un tercio de la población. En 1798 tras la invasión francesa y la creación de la República Helvética, la señoría de Grasburg es entregada al distrito administrativo de Friburgo. Sin embargo, tras varias intervenciones y ante el fracaso de la República Helvética, la región fue "devuelta" al cantón de Berna en 1803 en intercambio de la región de Murten.
En 2002 la asamblea comunal aprueba la separación de la comuna mixta de Wahlern en dos comunas separadas, una comuna de habitantes (Einwohnergemeinde) y una burguesa (Burgergemeinde). La separación fue efectuada a partir del 1 de enero de 2005. En 2011 la comuna (de habitantes) de Wahlern fusiona con la comuna de Albligen en la nueva comuna de Schwarzenburg.

## Geografía
Wahlern se encuentra situada sobre los Prealpes suizos, está bañada por el río Sense y el Schwarzwasser. La antigua comuna limitaba al norte con las comunas de Ueberstorf (FR) y Köniz, al este con Oberbalm y Rüeggisberg, al sur con Rüschegg y Guggisberg, y al oeste con Alterswil (FR), Sankt Antoni (FR), Heitenried (FR) y Albligen.
La comuna estaba formada por las localidades de Aekenmatt, Elisried, Hostatt, Lanzenhäusern, Mamishaus, Milken, Niedereichi, Obereichi, Schwarzenburg, Steinenbrünnen, Steinhaus y Wagerten. Hasta el 31 de diciembre de 2009 fue la capital del distrito de Schwarzenburg.

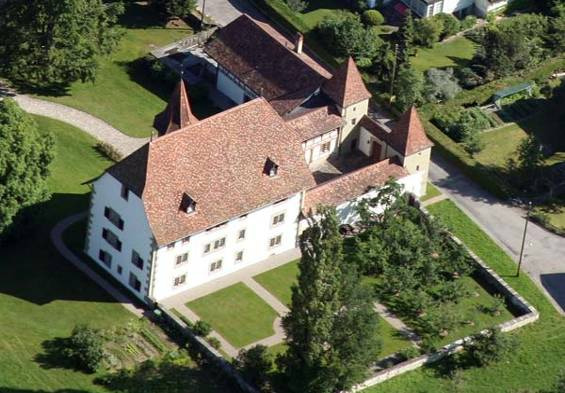
Castillo de Schwarzenburg, sede de la antigua administración distrital.